# Tetracera tigarea
Tetracera tigarea är en tvåhjärtbladig växtart som beskrevs av Dc. Tetracera tigarea ingår i släktet Tetracera och familjen Dilleniaceae. Inga underarter finns listade i Catalogue of Life.